# De Pere
De Pere – miasto w Stanach Zjednoczonych, w stanie Wisconsin, w hrabstwie Brown.